# Everything We Dreamt Of (album)
Everything We Dreamt Of er det tredje studiealbum fra det danske band, The Grenadines. Albummet udkom den 17. september 2021 hos det uafhængige pladeselskab Celebration Records.

## Spor
1. "I'm Your Idiot" - (03:36)
2. "Everything We Dreamt Of" - (04:15)
3. "We're Still Young" - (02:57)
4. "Band of Brothers" - (03:33)
5. "Catch Me" - (03:20)
6. "Going Home" - (05:28)
7. "The Singer" - (03:49)
8. "What Became Of You" - (04:28)
9. "Last Dance" - (04:08)
10. "Holy Grail" - (03:36)
11. "Dream Woman" - (02:45)
12. "It Almost Seems as Yesterday" - (05:12)